# ديف وينفيلد
ديف وينفيلد (بالإنجليزية: David Winfield)‏ هو لاعب كرة قدم بريطاني، ولد في 24 مارس 1988 في ألدرشوت في المملكة المتحدة. لعب مع إبسفليت يونايتد وشروزبري تاون ونادي ألدرشوت تاون وويكمب وندررز ونادي يورك سيتي.

## وصلات خارجية
- ديف وينفيلد على موقع قاعدة بيانات كرة القدم.إي يو (الإنجليزية)
- ديف وينفيلد على موقع Soccerbase.com (لاعب) (الإنجليزية)
- ديف وينفيلد على موقع Soccerway.com (الإنجليزية)